# Gonocerella pacifica
Gonocerella pacifica är en plattmaskart. Gonocerella pacifica ingår i släktet Gonocerella och familjen Hemiuridae. Inga underarter finns listade i Catalogue of Life.